# Morten Andreas Strøksnes
Morten Andreas Strøksnes (ur. 30 listopada 1965 w Kirkenes) – norweski historyk idei, dziennikarz, fotograf i autor.
Po studiach w Oslo i Cambridge Strøksnes rozpoczął pracę w Morgenbladet, gdzie pracował jako redaktor/dziennikarz do 2004. Pisał reportaże, szkice, portrety i recenzje w większości dużych norweskich gazet i czasopism, stale współpracował ze Stavanger Aftenblad/Bergens Tidende/Nordlys i Adresseavisen.

## Wybór dzieł
- Politisk manifest 2000. Morten A. Strøksnes, Sten Inge Jørgensen og Erling Fossen (1999)
- Hellig grunn. En reiseskildring fra Midtøsten (2001)
- Snøen som falt i fjor (2004)
- Automobil – Gjennom Europas Bakgård (2005)
- Hva skjer i Nord-Norge? (2006)
- Rett vest – Cape Cod til Big Sur (2009)
- Et mord i Kongo (2010)
- Tequiladagbøkene – Gjennom Sierra Madre (2012)
- Havboka – eller Kunsten å fange en kjempehai fra en gummibåt på et stort hav gjennom fire årstider (2015), w Polsce wydana jako Księga morza,  czyli jak złowić rekina giganta z małego pontonu na wielkim oceanie o każdej porze roku[1] w tłumaczeniu Marii Gołębiewskiej-Bijak.

## Nagrody i wyróżnienia
- Brageprisen[2] (2015)
- Nagroda krytyków za najlepszą książkę faktu (2015)
- Medal im. Pettera Dassa (2016)